# ボブ・ヒル
ロバート・W（ボブ）・ヒル（Robert W. "Bob" Hill、1948年11月24日 - ）は、アメリカ合衆国・オハイオ州コロンバス出身のバスケットボール指導者。NBAのサンアントニオ・スパーズのヘッドコーチなどを歴任。ヘッドコーチ時代、メディアへの対応、サイドラインで靴を打ち鳴らしたり審判に抗議するスタイルが知られた。

## 経歴
ヒルはオハイオ州のマウント・スターリングで育ち、ワージントンの高校に進学、卒業後は同州のボーリング・グリーン州立大学に進学したがこの時にコーチ業に興味を持った。
大学を卒業後、ボーリング・グリーン州立大学、ピッツバーグ大学、カンザス大学のアシスタントコーチを経て1985-1986シーズンよりNBAのニューヨーク・ニックスのアシスタントコーチに就任、1986-1987シーズンにはヘッドコーチを務め20勝46敗であった。その後1988-1989シーズンにはセリエAのヴィルトゥス・ボローニャのヘッドコーチ、1990-1991シーズンにインディアナ・ペイサーズのアシスタントコーチを経てヘッドコーチに就任、1992-1993シーズンまでの3年間ヘッドコーチとして113勝108敗の成績を残した。
1993-1994シーズンはオーランド・マジックのアシスタントコーチを務め、1994-1995シーズンにサンアントニオ・スパーズのヘッドコーチに就任、レギュラーシーズンでリーグ最高の62勝をあげたがカンファレンスファイナルでヒューストン・ロケッツに敗れた。1996-1997シーズン、主力であるデビッド・ロビンソン、ショーン・エリオットの欠場などにより開幕から3勝15敗となったところで解任され後任にはグレッグ・ポポヴィッチが就任した。
1999年から2003年まではフォーダム大学のヘッドコーチとして36勝78敗、2003年には2勝26敗に終わった。大学とはまだ契約が残っていたがバイアウトにより退任した。
2006年1月3日、ボブ・ワイスに代わってシアトル・スーパーソニックスのヘッドコーチに就任、2006-2007シーズンまで務めた。
その後、中国の陝西キリンズのヘッドコーチを経て2010年、東京アパッチヘッドコーチに就任した。
2016年5月、フェニックス・サンズのアシスタントコーチに就任。2017年10月にヘッドコーチ交代により退任した。